# Ludwig Gamp

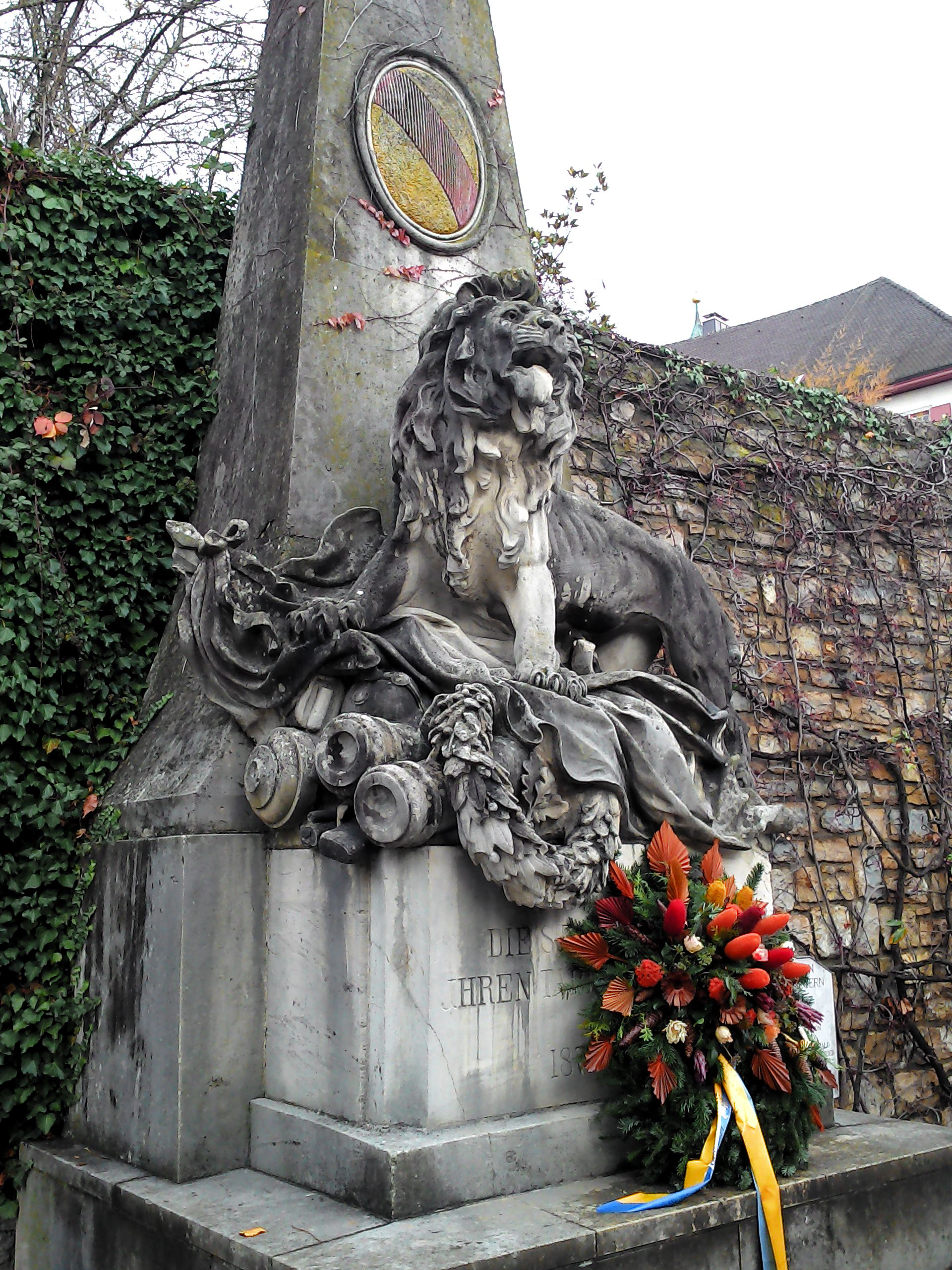
Das Kriegerdenkmal in Tiengen

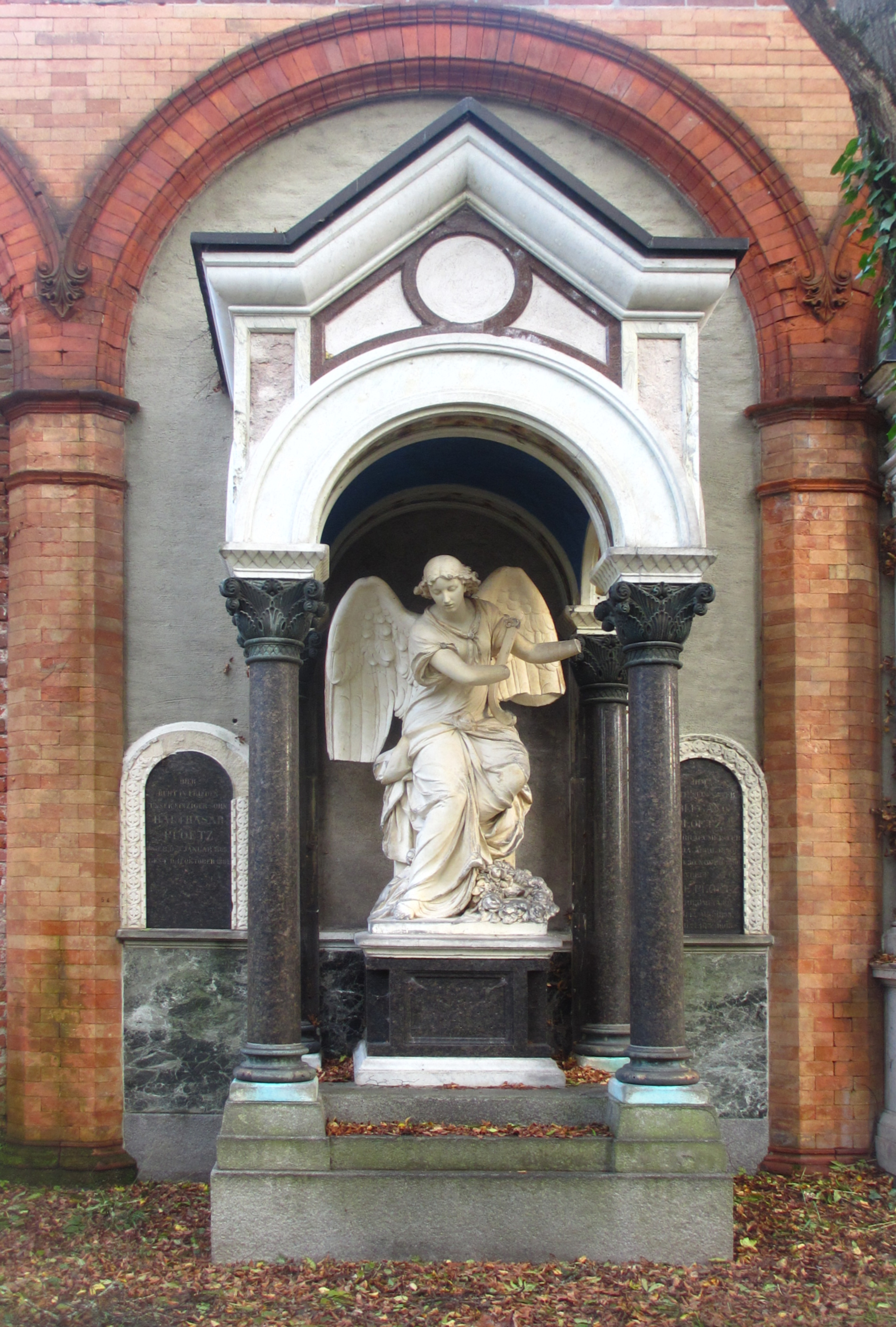
Engelsfigur von Ludwig Gamp (Grabmal für Wolfgang Plötz auf dem Alten Südlichen Friedhof in München)

Ludwig Gamp, auch Gampp (* 1856 in Tiengen; † 23. Mai 1910 in München), war ein Bildhauer.

## Leben
In den Jahren 1873 bis 1879 studierte er an der Kunstakademie München bei Max von Widnmann, später arbeitete er einige Zeit mit Rudolf Maison und bei Hermann Volz in Karlsruhe, danach kehrte er nach München zurück. In München wurde er bekannt durch verschiedene Genrefiguren, Grabmäler, Büsten, Statuen für Bauwerke so unter anderem für einen edel-naturalistischen Christus am Kreuz außen am Chor von St. Paul in München. In Tiengen besteht von ihm das Kriegerdenkmal, eingeweiht 1899.